# Krassyliw
Krassyliw (ukrainisch Красилів; russisch Красилов/Krassilow, polnisch Krasiłów) ist eine Stadt in der Ukraine etwa 27 Kilometer nördlich der Oblasthauptstadt Chmelnyzkyj am Fluss Slutsch gelegen.

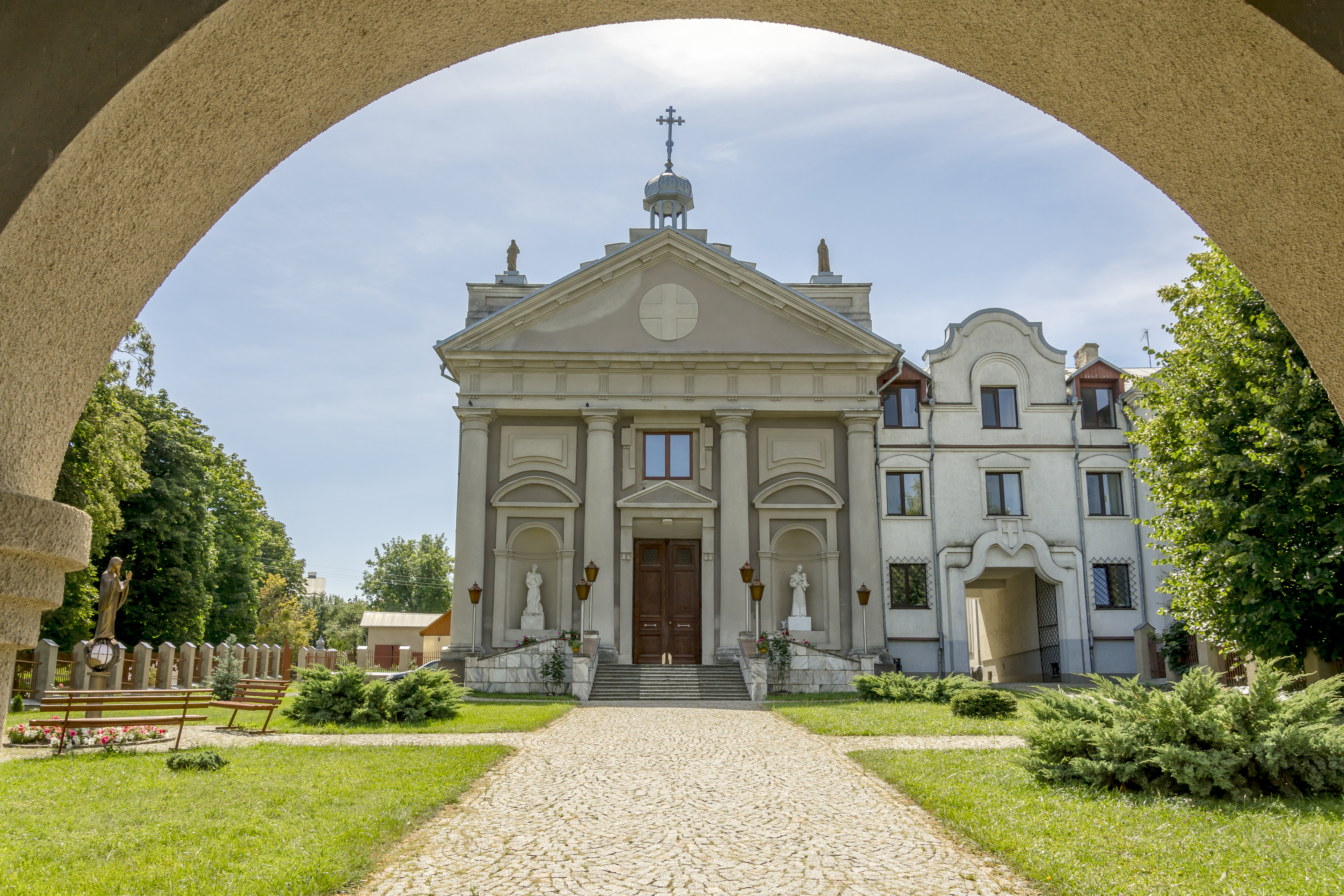
Katholische Kirche des Heiligen Herzens Jesu

Der Ort wurde 1444 zum ersten Mal schriftlich erwähnt und lag zunächst in Polen in der Woiwodschaft Kiew. 1795 kam der Ort zu Russland und lag administrativ im Gouvernement Wolhynien.
1957 erhielt die Krassyliw den Status einer Siedlung städtischen Typs verliehen, 1964 bekam der Ort dann auch das Stadtrecht zugesprochen und war bis Juli 2020 das Verwaltungszentrum des Rajons Krassyliw.
Östlich des Ortes verläuft die eingleisige Bahnstrecke Kelmenzi–Kalinkawitschy.

## Verwaltungsgliederung
Am 10. August 2017 wurde die Stadt zum Zentrum der neugegründeten Stadtgemeinde Krassyliw (Красилівська міська громада/Krassyliwska miska hromada). Zu dieser zählten auch die 8 Dörfer Druschne, Dubyschtsche, Kultschyny, Kultschynky, Nowodubyschtsche, Sastawky, Tschepeliwka und Wolyzja, bis dahin bildete sie die gleichnamige Stadtratsgemeinde Krassyliw (Красилівська міська рада/Krassyliwska miska rada) im Südosten des Rajons Krassyliw.
Am 16. Dezember 2018 kamen noch die 6 Dörfer Dubyna, Montschynzi, Monky, Pylypy, Sorokoduby und Tscherneliwka zum Gemeindegebiet, am 16. Dezember 2019 das Dorf Lahodynzi und am 12. Juni 2020 noch die 15 weitere in der untenstehenden Tabelle aufgelistete Dörfer zum Gemeindegebiet
Am 17. Juli 2020 kam es im Zuge einer großen Rajonsreform zum Anschluss des Rajonsgebietes an den Rajon Chmelnyzkyj.
Folgende Orte sind neben dem Hauptort Krassyliw Teil der Gemeinde:
| Name                     | Name                  | Name                                             |
| ukrainisch transkribiert | ukrainisch            | russisch                                         |
| ------------------------ | --------------------- | ------------------------------------------------ |
| Bahlajky                 | Баглайки              | Баглайки (Baglaiki)                              |
| Bereheli                 | Берегелі              | Берегели (Beregeli)                              |
| Chotkiwzi                | Хотьківці             | Хотьковцы (Chotkowzy)                            |
| Druschne                 | Дружне                | Дружное (Druschnoje)                             |
| Dubyna                   | Дубина                | Дубина (Dubina)                                  |
| Dubyschtsche             | Дубище                | Дубище (Dubischtsche)                            |
| Hryzyky                  | Грицики               | Грицики (Griziki)                                |
| Jaworiwzi                | Яворівці              | Яворовцы (Jaworowzy)                             |
| Kultschynky              | Кульчинки             | Кульчинки (Kultschinky)                          |
| Kultschyny               | Кульчини              | Кульчины (Kultschiny)                            |
| Lahodynzi                | Лагодинці             | Лагодинцы (Lagodinzy)                            |
| Maniwzi                  | Манівці               | Маневцы (Manewzy)                                |
| Monky                    | Моньки                | Моньки (Monki)                                   |
| Montschynzi              | Мончинці              | Мончинцы (Montschinzy)                           |
| Mytynzi                  | Митинці               | Мытинцы (Mytninzy)                               |
| Nowodubyschtsche         | Новодубище            | Новодубище (Nowodubischtsche)                    |
| Paschutynzi              | Пашутинці             | Пашутинцы (Paschutinzy)                          |
| Petscheske               | Печеське              | Печеское (Petscheskoje)                          |
| Pylypy                   | Пилипи                | Пилипы (Pilipy)                                  |
| Sapadynzi                | Западинці             | Западинцы (Sapadinzy)                            |
| Saruddja                 | Заруддя               | Зарудье (Sarudje)                                |
| Sastawky                 | Заставки              | Заставки (Sastawki)                              |
| Slobidka-Krassyliwska    | Слобідка-Красилівська | Слободка-Красиловская (Slobodka-Krassilowkskaja) |
| Sorokoduby               | Сорокодуби            | Сорокодубы (Sorokoduby)                          |
| Tschepeliwka             | Чепелівка             | Чепелевка (Tschepelewka)                         |
| Tscherneliwka            | Чернелівка            | Чернелевка (Tschernelewka)                       |
| Weremijiwka              | Вереміївка            | Веремиевка (Weremijiwka)                         |
| Wesseliwka               | Веселівка             | Веселовка (Wesseliwka)                           |
| Wolyzja                  | Волиця                | Волица (Woliza)                                  |
| Woskodawynzi             | Воскодавинці          | Воскодавинцы (Woskodawinzy)                      |

## Persönlichkeiten
- Oleksij Huzuljak (* 1997), Fußballspieler